# 蘭伯恩
蘭伯恩（Lambourn）是英國英格蘭西伯克郡的一個村莊和民政教區。蘭伯恩是英國主要的賽馬用馬匹產地之一。

## 外部連結
- Community website （页面存档备份，存于）

1. ↑  .   [2021-06-01]. （原始内容存档于2003-02-11）.